# Торжково
Торжково — деревня в Судогодском районе Владимирской области России, входит в состав Лавровского сельского поселения.

## География
Деревня расположена на берегу реки Войнинга в 14 км на северо-запад от центра поселения деревни Лаврово и в 16 км на северо-запад от райцентра города Судогда.

## История
В первой четверти XX века деревня входила в состав Даниловской волости Судогодского уезда, с 1926 года — в составе Судогодской волости Владимирского уезда. В 1859 году в деревне числилось 23 дворов, в 1905 году — 39 дворов, в 1926 году — 29 хозяйств.
С 1929 года деревня являлась центром Торжковского сельсовета Судогодского района, с 1954 года — в составе Чамеревского сельсовета, с 2005 года — в составе Лавровского сельского поселения.

## Население
| 1859 | 1905 | 1926 |
| ---- | ---- | ---- |
| 155  | 199  | 149  |

| 1859 | 1905 | 1926 | 2002 | 2010 | 2021 |
| ---- | ---- | ---- | ---- | ---- | ---- |
| 155  | ↗199 | ↘149 | ↘13  | ↘6   | ↗12  |